# Siegen
Siegen er en by i Tyskland i delstaten Nordrhein-Westfalen med omkring 104.000 indbyggere. Byen ligger ved floden Sieg i landkreisen Siegen-Wittgenstein hvor den er administrationssæde.

## Historie
Navnet Siegen kommer sandsynligvis fra det keltiske navn på floden Sieg. Det er derimod uklart om der er sammenhæng mellem dette navn og den germanske stamme Sicambri, som levede her i før-kristen tid. De første skriftlige kilder om byen, da kaldt Sigena, går tilbage til 1079. Hovederhverv i byen var i lange tider minedrift, hvilket man kan se med de mange miner indenfor bygrænserne.
I 1224 hørte Siegen til greven af Nassau, Heinrich den rige, og Engelbert II af Berg, ærkebiskop af Köln, efter at sidstnævnte overførte halvdelen af ejendommen til førstnevnte. Oberes Schloss var allerede bygget på denne tid. 19. oktober 1303 fik Siegen byrettigheder. Byen var delt mellem de to overherrer frem til 1381 da Nassau overtog hele ejerskabet.
I 1500-tallet blev der bygget bymure rundt om Siegen med seksten tårne og tre byporte, og også en stor borg. Byen blev flere gange ramt af bybrande, blandt andet i 1592 og 1695.
I 1700-tallet blomstrede minedriften, sammen med jord- og skovbrug. Da prins Vilhelm 1. af Nederlandene nægtede at deltage i Rhinforbundet, grundlagt af Napoleon, blev han fjernet fra tronen af den franske kejser, og Siegerland gik til Storhertugdømmet Berg. Efter Napoleons fald i 1815 fik Vilhelm I sine tidligere tyske områder tilbage, men afstod disse til Preussen i bytte mod storhertugdømmet Luxembourg.
I 1923 blev Siegen taget ud af landkreisen med samme navn og blev en kreisfri by. I 1975 mistede Siegen igen denne status og blev en del af den nyoprettede landkreis Siegen-Wittgenstein.
Under anden verdenskrig blev Siegen bombet flere gange af de allierede på grund af en vigtig jernbanelinje som gik gennem byen.